# Florensi

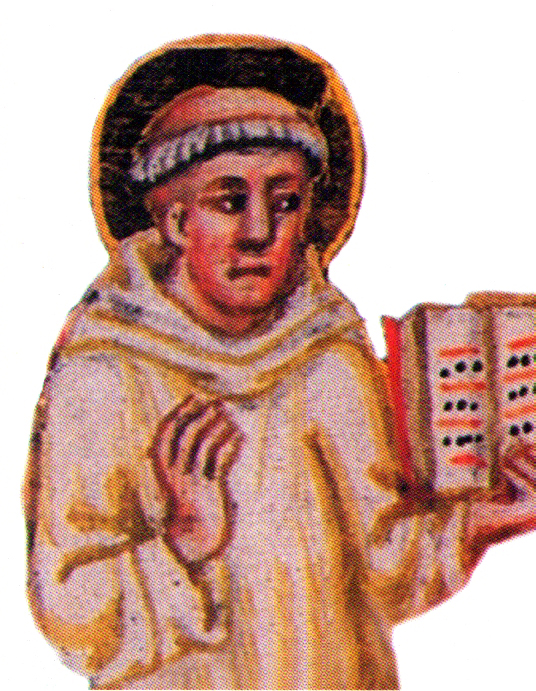
Gioacchino da Fiore

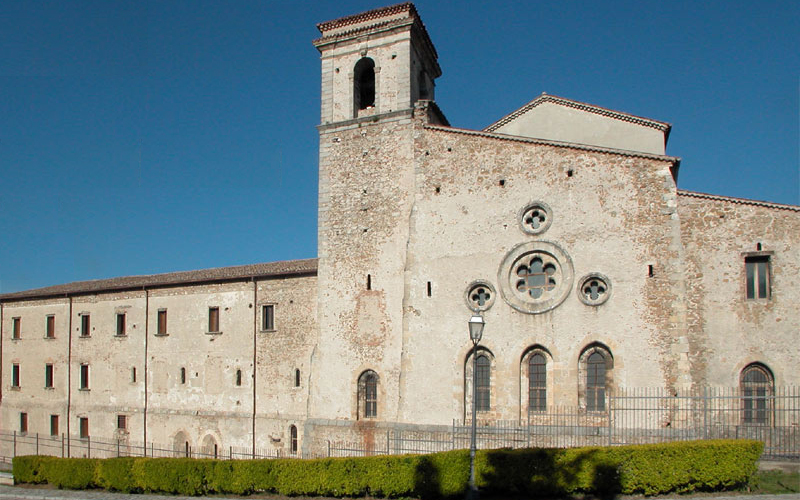
Abbazia di San Giovanni in Fiore

I florensi furono i religiosi della congregazione monastica fondata da Gioacchino da Fiore, già abate cistercense di Corazzo, a San Giovanni in Fiore.
La congregazione florense, approvata da papa Celestino III nel 1196, ebbe notevole diffusione grazie al sostegno di papa Gregorio IX e dei sovrani svevi dell'Italia meridionale ma decadde già sotto gli angioini; i monasteri superstiti vennero riuniti all'Ordine Cistercense nel 1570.

## Storia
Le origini del monachesimo florense sono piuttosto oscure e ignote sono le ragioni che spinsero Gioacchino a lasciare i cistercensi per fondare un nuovo ordine: verosimilmente cercava una nuova forma di vita che fosse più conforme alle sue aspirazioni ascetiche. Nel 1189 Gioacchino lasciò il monastero cistercense di Corazzo e si ritirò, assieme al discepolo Ranieri, a Pietralata; poi, con il permesso del vescovo di Cosenza Bonomo, fondò il monastero di San Giovanni in Fiore.
Il 25 agosto 1196 papa Celestino III approvò le regole del monastero sanzionando la separazione dei florensi dai cistercensi. Enrico VI nel 1194 concesse numerosi privilegi terrieri ai florensi, confermati da Costanza d'Altavilla nel 1198 e poi da Federico II.
Il monachesimo florense propugnava il ritorno all'antica osservanza benedettina.
L'appoggio dei papi Onorio III, Gregorio IX e Alessandro IV consentì una rapida diffusione dei monasteri florensi in Calabria, Puglia, Lucania, Napoli, Campagna e Marittima e Toscana.
Il cardinale Ugolino, prima di essere eletto papa con il nome di Gregorio IX, fondò i monasteri di Sant'Angelo in Monte Mirteto, presso Ninfa, e di Santa Maria della Gloria, presso Anagni.
I florensi giunsero a contare sessanta monasteri maschili e quattro femminili.
Con l'arrivo degli angioini iniziò la decadenza e la situazione fu aggravata dallo scisma d'Occidente. Nel 1570, con l'approvazione di papa Sisto V, i monasteri florensi superstiti vennero riuniti all'ordine cistercense e nel 1605 entrarono a far parte della congregazione calabro-lucana dell'ordine.
Gli ultimi monasteri di fondazione florense, San Giovanni in Fiore e Santa Maria di Fonte Laurato, vennero soppressi in epoca napoleonica, nel 1808.